# Bisnius varipennis
Bisnius varipennis är en skalbaggsart som först beskrevs av Scriba 1864.  Bisnius varipennis ingår i släktet Bisnius, och familjen kortvingar. Arten har ej påträffats i Sverige.